# فركانا قاسيموفا
فَرْكانا عليم قاسيموفا (بالأذرية:Fərqanə Alim qızı Qasımova)؛ مغنية مقامات أذرية، ولدت في الرابع من أبريل من عام 1979م. والدها مغني المقامات الشهير عليم قاسموف. فازت مرتين بالجائزة الرئاسية لتطوير الموسيقى الأذرية عامي 2012 و 2014.